# 黃雪琴
黃雪琴（1986年8月10日—），中国#Metoo运动领导者之一，女权活动家，中國獨立記者，曾任《新快報》及《南都周刊》的調查記者，關注性別、平權、官員貪污、企業污染、弱勢群體等議題。

## 職業生涯

### 《中国女记者性骚扰调查》
2017年黃雪琴在參加新加坡亞洲記者獎學金專案時，聽專案負責人提到#MeToo事件，當時便思考遭受過性騷擾的記者朋友是否也能發聲。 2017年10月，黄雪琴发起“中国女记者性骚扰调查问卷”，搜集416份样本。随后黄雪琴撰写了《中国女记者性骚扰调查报告》。2018年3月7日，广州性别教育中心、ATSH（Anti-Sexual Harassment)与中国国际女性影展在香港外国记者协会举办了该报告的发布会。报告显示，超八成女记者遭受过性骚扰，42.2%的受访者遭受不只一次的性骚扰。

### 中国#我也是（中国#Metoo）运动

#### 参与反对北京航天航空大学“长江学者”陈小武
2017年10月，性骚扰受害者、北京航天航空大学博士罗茜茜实名向学校举报教授、长江学者陈小武长期性骚扰女学生，无奈进展缓慢。同时，她看到黄雪琴发起的“中国女记者性骚扰调查问卷”，于是向黄雪琴求助。她们一起组成了“水果硬糖”联盟，与2018年1月1日在微博上实名公布了陈小武长期的性侵以及打击报复行为。1月14日，陈小武“长江学者”称号被撤。 中国的我也是运动由此掀开帷幕。
黄雪琴此后多次参与到性骚扰受害者的发声和援助当中，包括“中山大学张鹏性骚扰案等”。

### 因记录“反送中”大游行被拘捕
2019年6月9日，黃雪琴參與香港的反對逃犯條例修訂草案遊行，並於翌日在網站Matters上發表〈記錄我的「反送中」大遊行〉一文。人權組織「南方傻瓜關注群」指，她在6月11日曾於社交媒體發文：「因為寫了這篇文章，廣州的員警們今晚又深夜找到家裏，家人又被騷擾，父母驚恐萬分。」後黃雪琴以寻衅滋事罪為由被广州公安拘留。2020年1月17日，黃雪琴取保获释。

### 後續：黃雪琴、王建兵被捕事件
2021年9月19日下午，黄雪琴同好友王建兵一同被广州警方控制。其後，11月5日，二人被證實遭廣州市公安局警察以涉嫌「煽動顛覆國家政權」的罪名逮捕。2024年6月14日，黃雪琴被判5年有期徒刑，刑期至2026年9月18日。黄雪琴当庭表示上诉。

## 外部連結
- 官方博客 （2018-2021年）
- 关注雪饼：黄雪琴、王建兵
- Freexueqin黄雪琴&Jianbing王建兵的Facebook專頁